# 哀しい妖精 (アルバム)
『哀しい妖精』（かなしいようせい）は、南沙織通算14枚目のオリジナルアルバム。1976年9月21日発売。発売元はCBSソニー。

## 解説
- LP帯コピー：妖精のように漂いながら新しいひとこまが始まる…
- 19thシングル「青春に恥じないように」（1976.5.31）、20thシングル「哀しい妖精」とそのB面曲「空色のインクで」（1976.9.1）を含む、14枚目のオリジナルアルバム。
- ジャケット写真は、初めてモノクローム調のものが採用された。
- 山川啓介や都倉俊一等、オリジナル楽曲提供が初となる作家も多い。「17才の頃」の大ヒットで知られる女性シンガーソングライターのジャニス・イアンもそのひとりである。
- 35周年CD-BOX『Cynthia Premium』に収納された紙ジャケット盤には、アルバム未収録であった「愛はめぐり逢いから」（1976.11.21）とそのB面曲「Good-bye My Yesterday」がボーナス・トラックとして収録された。
- CDパッケージでの生産は中止されており、音楽配信でのみ購入が可能である（2008年現在）。

## 収録曲

### オリジナル盤
1. 哀しい妖精
  - 作詞・作曲: ジャニス・イアン、日本語詞: 松本隆、編曲: 萩田光雄

自分の好きな歌の上位5曲に上げるほど、本人が気に行っている曲。
引退後、車のラジオからたまたまこの曲がかかり、一緒に乗っていた息子から「この曲、誰が歌っているの?」と尋ねられたことがあったという[1]。
2. 泣くのはそれから
  - 作詞: 落合恵子、作曲: 川口真、編曲: 萩田光雄
3. 空色のインクで
  - 作詞: 中里綴、作曲: 田山雅充、編曲: 萩田光雄

20thシングル「哀しい妖精」のB面曲。
4. 何にも知らないくせに
  - 作詞: 有馬三恵子、作曲: 都倉俊一、編曲: 高田弘
5. 青い服の想い出
  - 作詞: 安井かずみ、作曲: 加藤和彦、編曲: 萩田光雄
6. 朝もやの中で
  - 作詞: 中里綴、作曲・編曲: 梅垣達志
7. 思い出岬
  - 作詞: 有馬三恵子、作曲: 筒美京平、編曲: 萩田光雄

アルバム2作ぶりの筒美京平作品。
8. 写真
  - 作詞: 中里綴、作曲: 田山雅充、編曲: 水谷公生
9. あなたに詩う
  - 作詞: 有馬三恵子、作曲: 都倉俊一、編曲: 高田弘
10. ふるさと
  - 作詞: 山川啓介、作曲: 川口真、編曲: 萩田光雄
11. さよならはあなたから
  - 作詞: 杉山政美、作曲・編曲: 梅垣達志
12. 青春に恥じないように
  - 作詞: 荒井由実、作曲: 川口真、編曲: 萩田光雄

### Cynthia Premium盤
1. 哀しい妖精
2. 泣くのはそれから
3. 空色のインクで
4. 何にも知らないくせに
5. 青い服の想い出
6. 朝もやの中で
7. 思い出岬
8. 写真
9. あなたに詩う
10. ふるさと
11. さよならはあなたから
12. 青春に恥じないように
13. 愛はめぐり逢いから -Single-（ボーナス・トラック）
  - 作詞: 岡田冨美子、作曲・編曲: 林哲司
14. Good-bye My Yesterday -Single-（ボーナス・トラック）
  - 作詞: 竜真知子、作曲・編曲: 林哲司

21stシングル「愛はめぐり逢いから」のB面曲。

## 関連作品

### オリジナル盤
- 哀しい妖精
  - 20thシングル「哀しい妖精#収録作品」を参照されたい。
- 泣くのはそれから
  - シンシアのハーモニー
  - Cynthia Memories
- 空色のインクで
  - 20thシングル「哀しい妖精#収録作品」を参照されたい。
- 青い服の想い出
  - シンシアのハーモニー
  - シンシア・ラブ
  - Cynthia Memories
- さよならは貴方から
  - Cynthia Memories
- 青春に恥じないように
  - 19thシングル「青春に恥じないように#収録作品」を参照されたい。

### Cynthia Premium盤
- 愛はめぐり逢いから
  - 21stシングル「愛はめぐり逢いから#収録作品（LP・CD）」を参照されたい。
- Good-bye My Yesterday
  - 21stシングル「愛はめぐり逢いから#収録作品（LP・CD）」を参照されたい。

## 発売履歴
- 1976年09月21日 - LP
- 1994年05月21日 - CD （CD選書）
- 2006年06月14日 - CD （紙ジャケット・高音質マスターサウンド）
  - 35周年CD-BOX『Cynthia Premium』の1枚。個別販売はない。